# 2018 en Papouasie-Nouvelle-Guinée
Cet article présente les faits marquants de l'année 2018 en Papouasie-Nouvelle-Guinée.

## Évènements

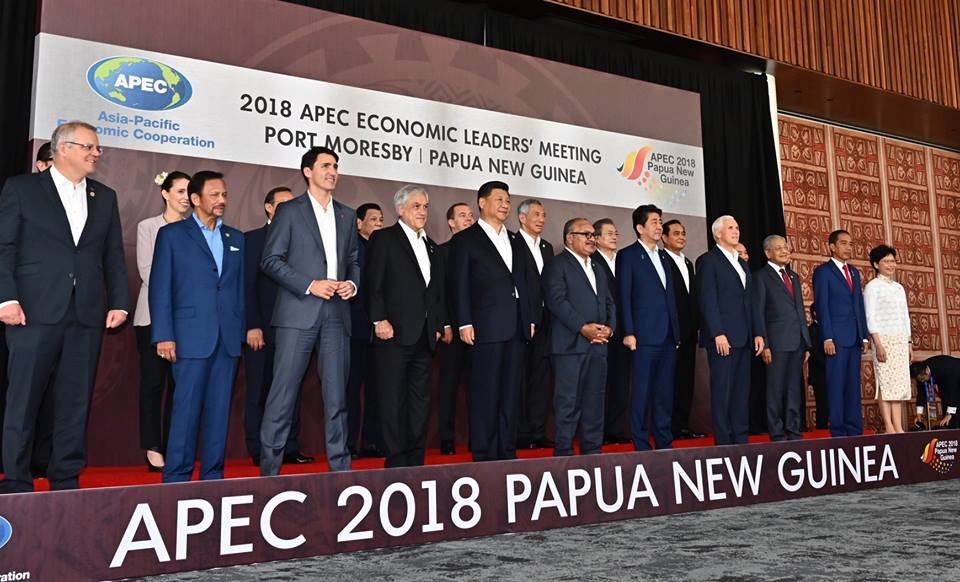
Les dirigeants des pays de l'APEC réunis en Papouasie-Nouvelle-Guinée. Au centre Peter O'Neill, Premier ministre du pays hôte, se tenant entre le président chinois Xi Jinping et le Premier ministre japonais Shinzo Abe. Au premier rang se tiennent également le vice-président américain Mike Pence, le Premier ministre canadien Justin Trudeau et le Premier ministre australien Scott Morrison. Visible au second rang, la Première ministre néo-zélandaise Jacinda Ardern.

- 9 janvier : Kato Ottio (né le 20 mars 1994), joueur de rugby à XIII, meurt d'un coup de chaleur lors d'un entraînement[1].
- 26 février : Un tremblement de terre de magnitude 7,5 fait au moins 125 morts dans la province d'Enga dans les Hautes-Terres de Papouasie-Nouvelle-Guinée. Au cours des jours qui suivent, des dizaines de milliers de personnes viennent à manquer de nourriture et d'eau, dans des villes et des villages isolés, le séisme ayant détruit les routes qui y mènent. 35 000 personnes sont contraintes de quitter leur foyer[2],[3],[4].
- 17 et 18 novembre : La Papouasie-Nouvelle-Guinée accueille le sommet de 2018 (en) de la Coopération économique pour l'Asie-Pacifique (APEC). Le 20 novembre, après le départ des délégations étrangères, des « centaines » de soldats et de policiers papou-néo-guinéens investissent les locaux du Parlement national, brisant des vitres et des meubles, pour protester contre le non-paiement de leurs primes liées à l'organisation de la sécurité de ce sommet[5].